# Partido de El Bierzo
El Partido de El Bierzo (PB) es un partido político español de carácter regionalista (bercianismo), con implantación en la comarca de El Bierzo (provincia de León, comunidad autónoma de Castilla y León), fundado el 23 de abril de 1979. El PB afirma contar con  1000 afiliados, de los cuales 400 pertenecen a las Juventudes del Partido de El Bierzo.

Desde el año 2015 se encentra integrado en Coalición por El Bierzo.[cita requerida]

## Programa

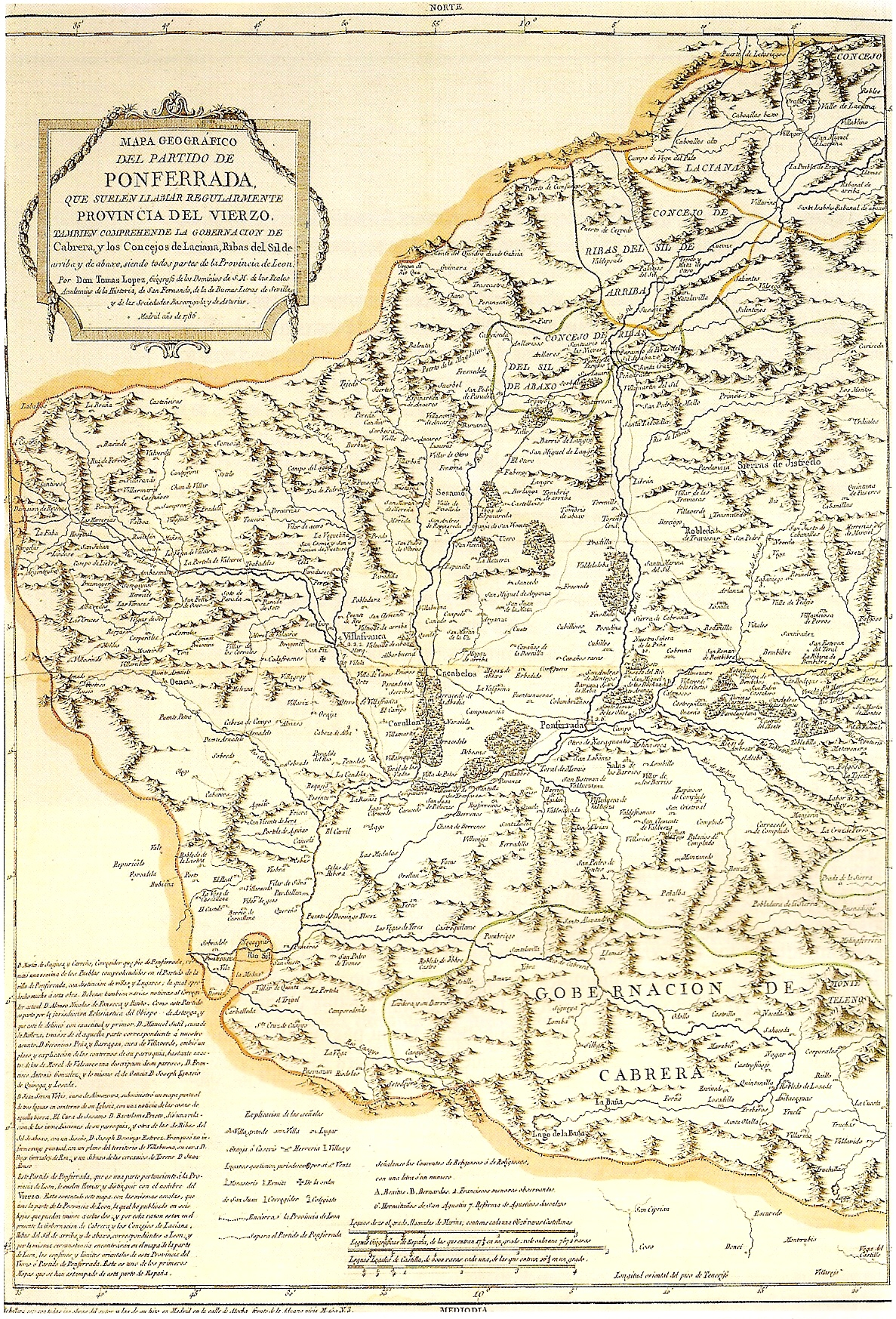
Mapa de la Provincia del Vierzo (1786) de Tomás López.

El PB se define como una formación progresista, regionalista y autonomista que lucha por dotar a El Bierzo de la identidad que durante años según ellos "se le ha negado". Defienden una concepción de El Bierzo como "región", por encima de definiciones "comarcalistas", ya que consideran que El Bierzo es una región vertebrada por el río Sil y compuesta a su vez por varias comarcas (Bierzo Bajo—capital Ponferrada—, Bierzo Alto —Bembibre—, Bierzo Oeste —Villafranca del Bierzo—, La Cabrera —Puente de Domingo Florez— y Alto Sil—Fabero—) que, junto a comarcas de la misma provincia, como Laciana —Villablino, en León, — y territorios de otras provincias, como Valdeorras —El Barco de Valdeorras—, en Orense y pueblos como La Silva y Montealegre pertenecientes, actualmente, a la comarca de La Cepeda , deben tener una administración común.[cita requerida] Los límites reclamados por el PB como Región de El Bierzo prácticamente coinciden con los de la desaparecida Provincia del Vierzo.
Reclaman la reforma de la actual ley por la que se creó la comarca de El Bierzo (Ley 1/1991 de 14 de marzo, por la que se crea y regula la Comarca de El Bierzo) y dentro de dicha reforma, la creación de un Consejo General de El Bierzo, con elección directa de representantes, una financiación autónoma y el conjunto de competencias de la Ley 1/1991, que sustituya al actual Consejo Comarcal, institución a la que tildan de inoperante por la falta de competencias y su correspondiente financiación. También denuncian el "centralismo leonés y vallisoletano".[cita requerida]
El PB, dentro de la que consideran realidad sociocultural del Bierzo, defiende la lengua gallega así como el resto de variedades dialectales que dicen pervivir en la sociedad berciana como parte del patrimonio cultural de El Bierzo. También defienden el derecho a estudiar dichas lenguas y dialectos en los centros públicos, de manera optativa, siempre que así lo soliciten los alumnos.

## Historia

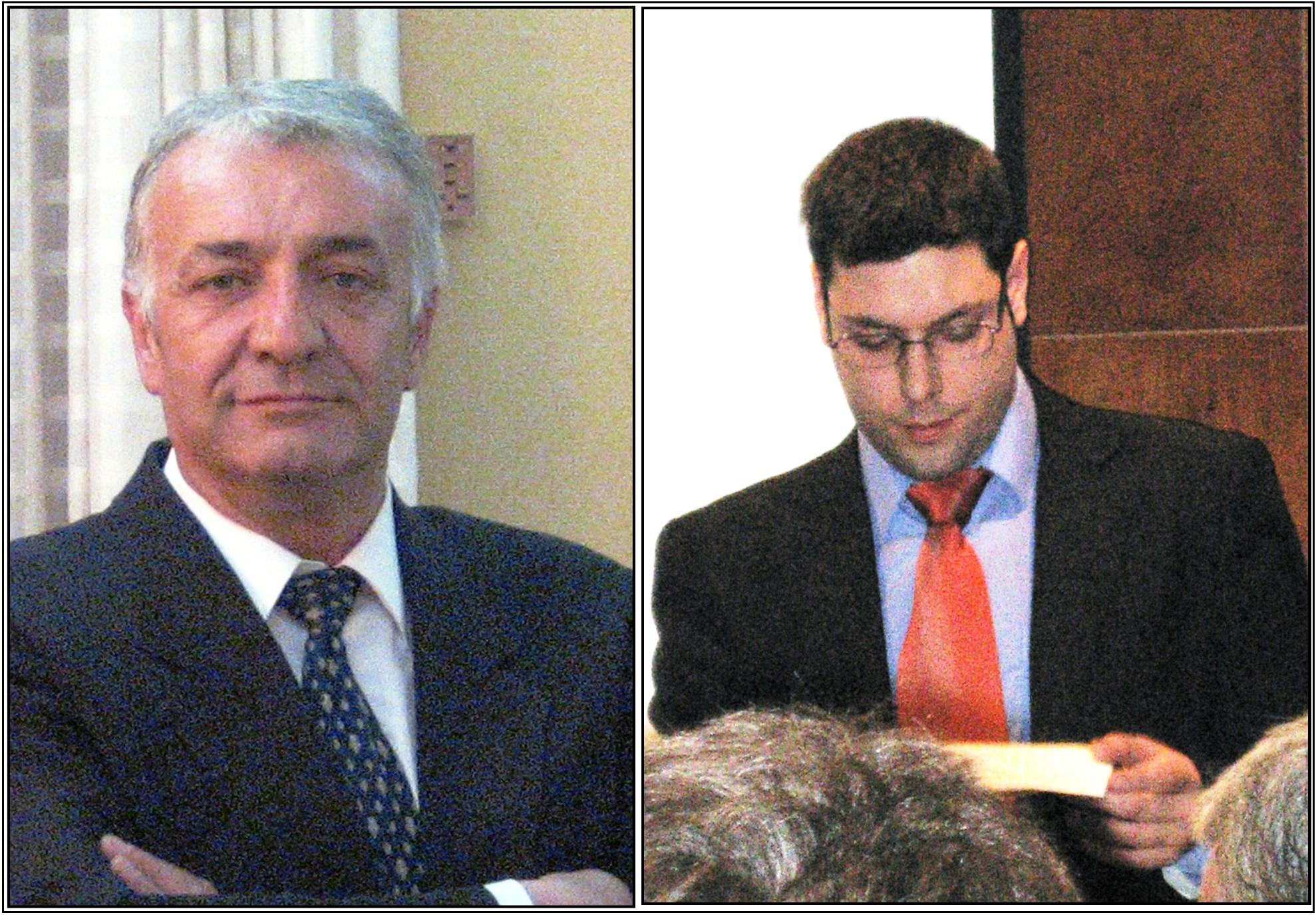
De izq. a dcha. el presidente de honor y el secretario general del Partido de El Bierzo, Luis Linares e Iván Alonso, respectivamente.

A lo largo del actual sistema democrático, junto al PB han coexistido otros grupos de carácter bercianista como Independientes de El Bierzo (1978-1982), Agrupación Vecinal Independiente (1979-1982), Izquierda Berciana (1989-1992), Partido Provincialista del Bierzo (1994-1995), Partido Regionalista del Bierzo (desde 2002) o Unidad Bercianista (desde 2007), los cuales, no obtuvieron nunca, mejores resultados electorales que el PB. El PB es el decano de los partidos regionalistas, en activo, de Castilla y León.

El PB fue dirigido durante años por Tarsicio Carballo. El congreso de refundación del partido celebrado en 2000 se saldó con la salida de Carballo de la dirección, y su posterior expulsión, tras desavenencias con la nueva dirección (ha llegado a ser condenado, en primera instancia, en febrero de 2009, por injurias al Secretario Gral. del PB, Iván Alonso.), el cual finalmente fundó su propio partido, el Partido Regionalista de El Bierzo. Iván Alonso, Secretario General del PB, es un histórico de la formación tras más de diez años de Presidente de las Juventudes del PB. El actual presidente del PB es Daniel Santos Arévalo, elegido en diciembre de 2009, tras ser el tesorero del PB, es el primer presidente del PB no nacido en El Bierzo, pero "Berciano de adopción y de corazón", según sus propias palabras.[cita requerida] El Presidente de Honor PB es Luis Linares, un histórico fundador del Partido de El Bierzo y hasta diciembre de 2009 Presidente del PB. También durante años fue Secretario General Fernando Valcarce, quien fue candidato a la Alcaldía De Ponferrada en 2003
El 23 de abril de 2009, con motivo del 30 aniversario de  su fundación, presentan públicamente su nuevo logo en el que a los tradicionales colores blanquiazules del bercianismo añaden los de la Bandera de El Bierzo.
En 2015 concurrió a las Elecciones Municipales y Autonómicas en la Coalición por El Bierzo (CB). obteniendo el mejor resultado electoral de su historia convirtiéndose en la 3ª fuerza política en concejales y número de votos de El Bierzo

## Resultados electorales
Ministerio del Interior: Resultados electorales.
- Municipales 1983: 2.089 votos, 8  concejales.
- Municipales 1987: 5.118 votos, 15 concejales.
- Municipales 1991: 4.595 votos, 13 concejales.
- Municipales 1995: 4.855 votos, 11 concejales.
- Municipales 1999: 3.734 votos, 10 concejales.
- Municipales 2003: 2.787 votos, 3  concejales.
- Municipales 2007: 2.455 votos, 2  concejales.
- Municipales 2011: 2.822 votos, 4  concejales.
- Municipales 2015: 8.847 votos, 39 concejales (lo que resulta en 2 consejeros comarcales y un diputado provincial)

## Acción cultural

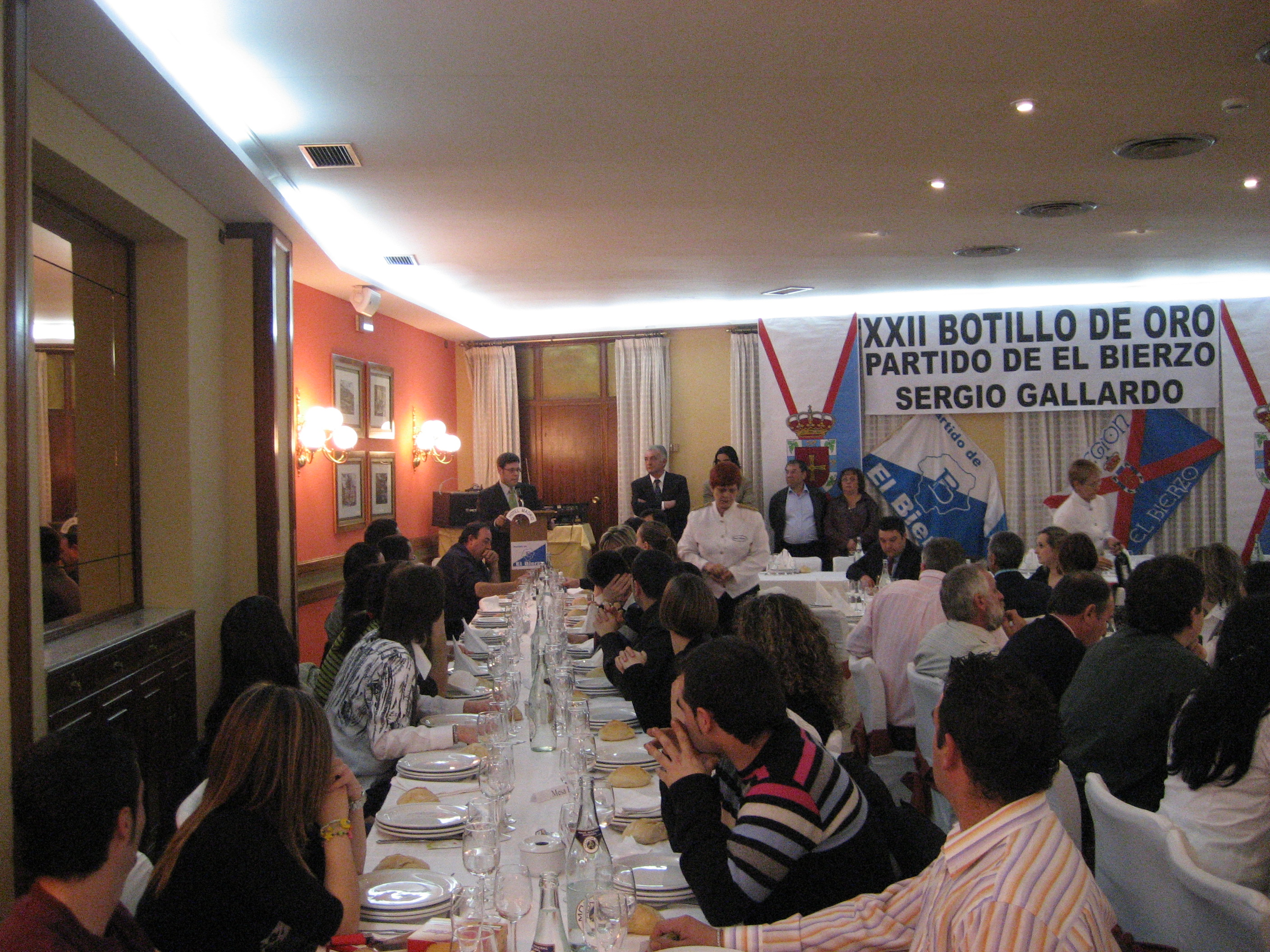
Cena de entrega del XXII Botillo de Oro al atleta berciano Sergio Gallardo. Marzo de 2008.

El Partido de El Bierzo mantiene cada año, desde 1985, la edición del "Botillo de Oro", galardón otorgado a las diferentes personalidades e instituciones que se han caracterizado por una labor relevante en el desarrollo y reconocimiento de El Bierzo. Galardonados con el Botillo de Oro han sido el Consejo del Bierzo, la Asociación de Donantes de Sangre, la comunidad de inmigrantes en El Bierzo o personalidades del mundo de la cultura como el pintor José Sánchez Carralero o el poeta Juan Carlos Mestre o del mundo del deporte como la S.D.Ponferradina. Asimismo conserva tradiciones como el magosto, organizando festivales cada temporada.